# 约翰·史密斯 (1965年)
约翰·史密斯（英語：John Smith，1965年8月9日—），美国男子摔跤运动员。他曾代表美国参加1988年和1992年夏季奥林匹克运动会摔跤比赛，获得二枚金牌，均来自男子自由式羽量级项目。